# Fortegn
 Denne artikel omhandler matematik. For fortegn i forbindelse med musik, se Fortegn (musik).
Et fortegn viser inden for matematikken, om et tal er positivt eller negativt. De mulige fortegn er plustegn (+) og minustegn (-). 
Hvis der ikke er angivet noget fortegn for et tal, er tallet positivt. Som fortegn foran parentetiske udtryk repræsenterer + og – tallene +1 og -1, hvorved fortegnsreglerne for hævning af parenteser ses at være lig med fortegnsreglerne for multiplikation.
Fortegnsfunktionen (sign, for latin signum) er den funktion, der for et argument x returnerer værdien +1, hvis x er positiv, og -1 hvis x er negativ, og 0 hvis x er 0. Uden for x=0 kan dette skrives {\displaystyle \mathrm {sign} (x)=x/\left|x\right|}, hvoraf den naturlige generalisation til komplekse tal fremgår.
| Matematik | Spire Denne artikel om matematik er en spire som bør udbygges. Du er velkommen til at hjælpe Wikipedia ved at udvide den. |